# Gloriett-telep
Gloriett-telep est un quartier situé dans le 18e arrondissement de Budapest. 